# Red Iberoamericana de Estudio de las Sectas

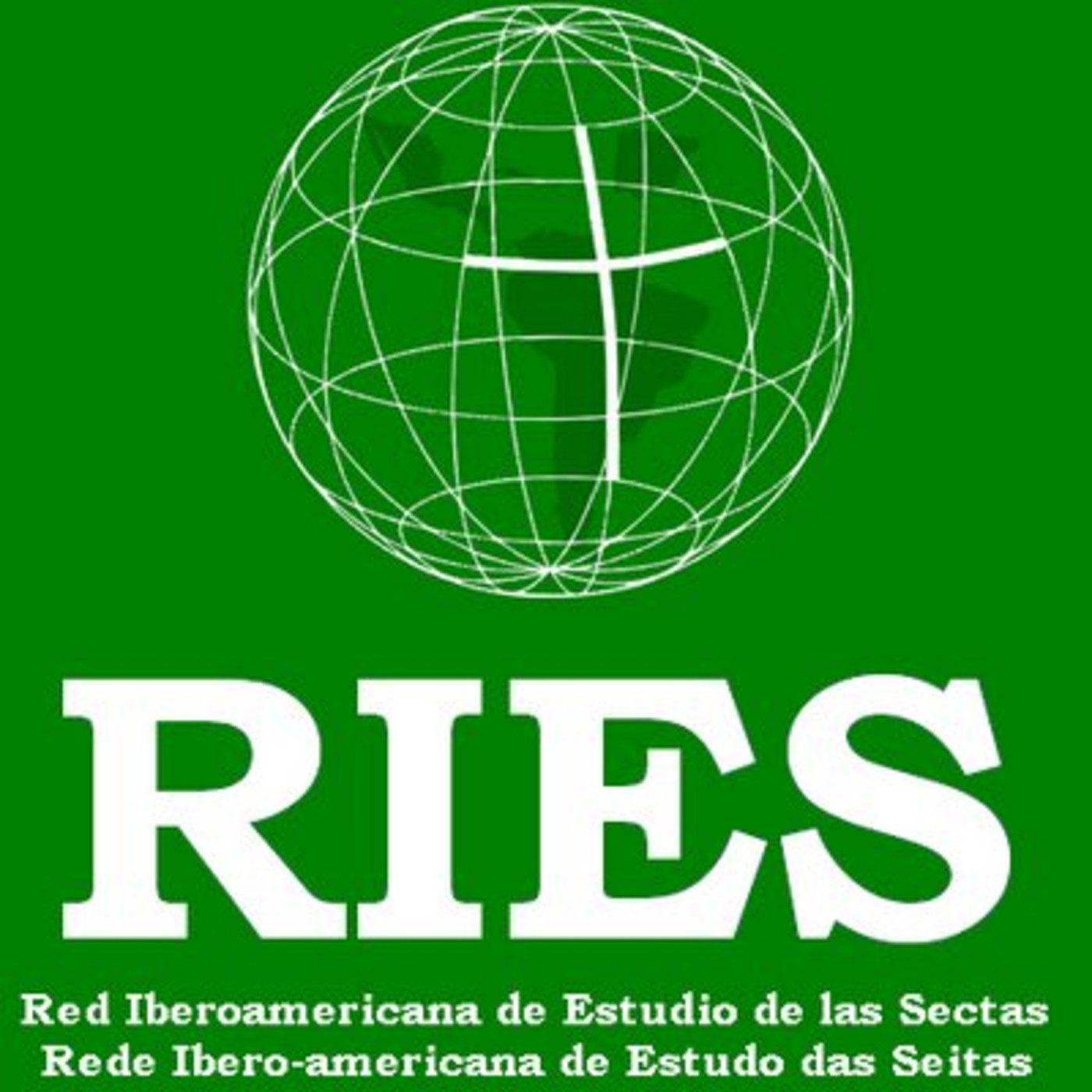
Presentación de RIES

La Red Iberoamericana de Estudio de las Sectas (RIES) es una red formada por católicos españoles e iberoamericanos expertos o estudiosos del fenómeno sectario y la nueva religiosidad. Constituida en 2005, pretende ofrecer información, formación y ayuda sobre este tema.
La RIES es una agrupación de católicos que tienen algún conocimiento o dedicación especial al fenómeno sectario y la nueva religiosidad, con el fin de unir esfuerzos para un mejor servicio en este campo a la Iglesia y a toda la sociedad.
Entre sus fundadores se encuentran los expertos españoles Manuel Guerra Gómez (autor del Diccionario Enciclopédico de las Sectas), Vicente Jara y Luis Santamaría, además del argentino José María Baamonde (fallecido en 2006, tras haber sido presidente de la Fundación Spes) y del uruguayo Miguel Pastorino. Cuenta con más de una veintena de expertos y estudiosos del ámbito geográfico iberoamericano, tanto hispanoparlante como lusoparlante.
Entre sus primeras acciones públicas ha estado la publicación del boletín Info-RIES, que informa periódicamente desde su aparición en septiembre de 2006. Constituye, en la actualidad, una de las principales fuentes de información sobre este tema en español. De 2008 a 2010 mantuvo un programa radiofónico quincenal en Radio María España.[cita requerida] Su última publicación es un blog que mantiene abierto en el diario de información religiosa español InfoCatólica desde 2009.